# Кажа
Кажа (Кожа) — река в России, протекает по территории Красногорского района Алтайского края. Устье реки находится в 129 км от устья Бии по левому берегу. Длина реки — 63 км, площадь водосборного бассейна — 4210 км².

## Притоки
(указано расстояние от устья)
- 13 км: Богучак
- 19 км: Старый Богучак
- 31 км: Дурнушка

## Данные водного реестра
По данным государственного водного реестра России, относится к Верхнеобскому бассейновому округу, водохозяйственный участок реки — Бия, речной подбассейн реки — Бия и Катунь. Речной бассейн реки — Верхняя Обь до впадения Иртыша.